# Thanatus rayi
Thanatus rayi es una especie de araña cangrejo del género Thanatus, familia Philodromidae. Fue descrita científicamente por Simon en 1875.

## Distribución
Esta especie se encuentra desde Europa a Kazajistán.